# Zaak-Schallenberg
De zaak-Schallenberg heeft betrekking op de mogelijke moord op de Nederlandse Duitser Fritz Schallenberg in 1949. Op woensdagmorgen 14 september 1949 werd het stoffelijk overschot van de 44-jarige Schallenberg in Den Haag gevonden. Zijn lijk lag in een ondiep gedeelte van de vijver aan de Groot Hertoginnelaan. Op dat moment begon de zaak-Schallenberg.

## Het slachtoffer
Friedrich Schallenberg (Keulen, 30 juni 1905 - Den Haag, 14 september 1949) was een Duitse tennisleraar en winkelier in sportartikelen. Hij raakte betrokken bij een operatie van de Haagse politie om zwart geld te achterhalen en in beslag te nemen. Hij werd bij die operatie in een ondiepe vijver vermoord, waarna de politie bleef volhouden dat het zelfmoord was.
Zijn vader was bloemist. Het gezin vestigde zich na zijn geboorte in Villeneuve-Saint-Georges bij Parijs. In 1914 kwam het gezin in Roosendaal en in 1919 in Den Haag wonen. In 1930 ging Schallenberg zelfstandig wonen.

### Carrière voor de oorlog
Schallenberg verkeerde door zijn uitgavenpatroon voortdurend in geldnood. Hij werkte als kantoorbediende, waarbij hij met de politie in contact kwam, omdat hij van diefstal werd beschuldigd. Hij werd echter nooit veroordeeld, omdat het bewijs niet rond kwam. Hij werd er ook van beschuldigd iemand opgelicht te hebben. Daarbij beweerde hij eigenlijk Von Wirtz te heten, van Russische adel te zijn, naar Nederland gevlucht te zijn en een grote erfenis te verwachten. Op die manier zou hij veel geld van de ouders van een vriend geleend te hebben gekregen. Bij andere gelegenheden gebruikte hij het alias Von Koelitz. Vervolgens werd hij gymnastiekleraar en oefenmeester van een tennisclub. Tegelijkertijd begon hij een winkel in sportartikelen. De zaken gingen niet goed en hij werd er meerdere keren van beschuldigd goederen, die in consignatie waren gegeven, verkocht te hebben zonder de eigenaren schadeloos te stellen. Hij ging in 1931 failliet en werd van faillissementsfraude beschuldigd. In 1935 begon hij opnieuw een winkel in sportartikelen, die al spoedig failliet ging. Hij startte opnieuw een winkel, waarbij zijn zakenpartner op papier de eigenaar werd. Hij huwde in hetzelfde jaar buiten gemeenschap van goederen met Karolina Trautmann, kreeg een dochter en later een doof zoontje. Zijn voornoemde partner kwam spoedig daarop bij het echtpaar inwonen en bleef daar tot de dood van Schallenberg.

### Tijdens de oorlog
Alhoewel hij in de voorgaande jaren voortdurend op de rand van faillissement verkeerde, kon Schallenberg in 1941 twee huizen in Apeldoorn kopen; ze werden op naam van zijn vrouw gezet. De bronnen van zijn nieuwe vermogen zijn onbekend. In 1943 kocht hij nog een pand in Gorssel, maar dat moest hij na de oorlog in kader van het Rechtsherstel aan de oorspronkelijke eigenaren teruggeven.
Volgens een lid van zijn bridgeclub waren Schallenberg en zijn partner aan het begin van de oorlog erg pro-Duits, maar dat zou in 1943 veranderd zijn. Schallenberg was lid van de Duitse Hitler-partij NSDAP.
In 1943 werd hij als Duitser verplicht om in dienst van de Wehrmacht te treden. Eerst diende hij in Den Haag. In januari 1944 was hij betrokken bij een operatie van enkele Sicherheitsdienst-mannen en drie leden van de Haagse politie aan het Oranjeplein in Den Haag. Een passant werd aangeroepen, die vluchtte, werd neergeschoten en overleed enige dagen later.
In 1944 werd hij naar Utrecht overgeplaatst. Volgens naoorlogse krantenberichten zou hij daar het verzet geholpen hebben. Een van de beweringen was afkomstig van de collaborateur Nico Jongerius. Hij liet een kennis van de collaborateur vrij. Hij had die moeten arresteren, omdat die aangegeven was te zijn ondergedoken om niet opnieuw in krijgsgevangenschap te gaan. Hij bleek geen militair te zijn geweest. Verder kneep hij op verzoek van zijn meerdere bij de Sicherheitsdienst Helmuth Pröbsting een oogje dicht om de collaborateur Jongerius, die tevens zwarthandelaar was, zijn gang te laten gaan. Pröbsting kreeg een deel van de buit. Schallenberg werkte met de landwachter Fenno Meems samen om op boerenerven verborgen auto´s en motoren op te sporen en in beslag te nemen. Schallenberg liet zich soms met voedsel omkopen om zaken niet in beslag te nemen.
Pröbsting kreeg in 1944 opdracht om een Nederlandse tak van het Jagdverband Nord-West op te richten, dat een onderdeel was van de SS-Sondereinsatzabteilung 502. De activiteiten van het Jagdverband zouden na de oorlog plaats moeten vinden en zouden later operatie Wehrwolf worden genoemd. Schallenberg was in het kader daarvan als lid van de Abwehr (contraspionage) aanwezig bij besprekingen tussen Duitse, Britse en Nederlandse geheime diensten in Amsterdam.

### Na de oorlog
Na de oorlog zocht Schallenberg contact met de Utrechtse rijksrechercheur Van Wijk en werd informant voor hem. Hij vertelde hem van het bestaan van een geheime Duitse organisatie Wehrwolf. Op vermoedelijk valse verklaringen dat hij het verzet zou hebben geholpen, kreeg hij een zogenoemde non-enemy-verklaring. Hij werd ook informant voor Van der Spek van de Haagse Politie Inlichtingendienst. Hij deed zakelijke transacties met Van der Spek met goederen die wederzijds tijdens de oorlog oneerlijk verkregen leken te zijn.
Schallenberg kreeg omstreeks 1948 ruzie met twee leden van de particuliere inlichtingendienst de Stichting Opleiding Arbeidskrachten Nederland (SOAN) over de verdeling van 50.000 gulden die verdiend waren met de smokkel van geld. Een van die leden werd gearresteerd in verband met de smokkel van geld door burgemeester Visser van Den Haag.
Schallenberg bracht regelmatig grote sommen geld naar Utrecht en hij betaalde ook veel geld aan Van der Spek.

### Effecten
De Duitse zwarthandelaar Mucke van Nieuwaal had tijdens de oorlog een vermogen vergaard dat op meer dan twee miljoen gulden werd geschat. Het vermogen was belegd in effecten. Omdat hij inkoper voor de Wehrmacht was geweest werd hij tot ongewenst vreemdeling verklaard. Hij zou over de grens worden gezet, terwijl zijn vermogen in beslag zou worden genomen. Mucke had zijn vermogen in twee koffers opgeborgen en bij burgemeester Visser van Zeist, later van Den Haag, gestald. Vandaar moesten de effecten in veiligheid worden gebracht. Hoe dit gebeurde is onbekend, maar een van de koffers is zoek geraakt. Op een gegeven moment werd Schallenberg benaderd door de zwarthandelaar Jongerius die beweerde de aandelen in handen had, om de verkoop van de effecten te regelen. Schallenberg wilde het verkrijgen van het Nederlanderschap niet in gevaar brengen en stapte naar rechercheur Van Wijk. Er werd een transactie met de pauselijke internuntius voorgesteld. De overdracht zou op de internuntiatuur plaatsvinden; de bedoeling was dat de politie met toestemming van de internuntius zou ingrijpen. Maar op het afgesproken tijdstip kwam niemand opdagen. Een half uur later werd Schallenberg dood in een vijver gevonden. Hij was verdronken. De politie concludeerde dat het zelfmoord was, hoewel de vijver ondiep was.

## Zijn dood
Een week voor zijn dood was Schallenberg nog met een grote som geld naar Jongerius in Utrecht geweest. De laatste avond was Schallenberg thuis geweest. Hij verliet iets na middernacht zijn huis. Hij ging naar Gerrit Dumont die in het pand van de SOAN aan de Groot Hertoginnelaan in Den Haag woonde. Over wat daarna gebeurde zijn er twee lezingen. De eerste is dat hij ’s-nachts door twee leden van de SOAN vermoord is. De andere is dat hij ’s morgens naar de internuntiatuur gegaan is en naar de SOAN terugkeerde toen er niemand kwam opdagen en vervolgens vermoord werd. Bij dat laatst past dat zijn kapper heeft verklaard hem die ochtend nog geschoren te hebben.

### Vondst van het lijk
Het lijk werd om kwart over elf door een politieman drijvende in het water gevonden. Hij had een opschrijfboekje op zak en had een oproep van het Bijzonder Gerechtshof in Utrecht op zak om de volgende dag te komen getuigen in een rechtszaak tegen Meems. Schallenberg zou onder geleide naar Utrecht worden gebracht, omdat hij op een eerdere zittingsdag niet verschenen was. Waar het lijk werd gevonden is, is niet nauwkeurig vastgelegd. Er werd snel geconstateerd dat het om zelfmoord ging. Het dagblad De Telegraaf kwam vijf dagen later met het bericht dat het niet om zelfmoord ging, maar dat het moord was. Verder wist het via bronnen bij de politie te melden dat het lijk bij de bioscoop Metropole was gevonden. Het Vrije Volk kwam drie weken later met foto’s van die vindplek, maar verwees naar het Zwarte Paadje dat op een paar honderd meter afstand aan de andere kant van de vijver lag.
De vijver was bij Metropole aan de oever 30 cm diep en in het midden 130 cm. Bij het Zwarte Paadje was de vijver een tot anderhalve meter diep. Het ondiepe water riep bij de kranten veel wantrouwen over de verklaring ‘’zelfmoord’’ op, vooral omdat op kortere afstand van Schallenbergs woning dieper water beschikbaar was.
De politie nam alsnog het lijk in beslag om lijkschouwing te doen. Er werd geconstateerd dat het om verdrinking ging. De politie verklaarde vervolgens dat het lijk bij het Zwarte Paadje gevonden was. De weduwe beweerde dat een notitieboekje, dat Schallenberg altijd bij zich droeg, weg was.

### Onderzoek
Het onderzoek werd opgedragen aan commissaris Hanken, die geassisteerd werd door Van der Spek van de Haagse Politie Inlichtingendienst. Hanken bleef bij de conclusie dat het zelfmoord was. Aan het eind van het onderzoek werd een verzamelproces-verbaal opgesteld uit de reeks eerder opgestelde processen-verbaal. De oorspronkelijke processen-verbaal zijn vernietigd. In het nieuwe proces-verbaal ontbreekt een verklaring over de plek waar het lijk werd gevonden. Wel was er een verklaring van een vrouw die vertelde dat ze voor negen uur die ochtend het lijk had zien drijven. Ze had er kleine steentjes van het pad naar geworpen om te kijken of het lijk zich zou omdraaien. Vervolgens ging ze naar huis zonder de politie of een ambulance te waarschuwen.
Het nieuwe proces-verbaal werd door hoofdcommissaris Gerard Valken geheim verklaard en opgeborgen in een kluis van de Haagse Politie Inlichtingendienst.

## Moordtheorieën
Er rezen twijfels over de interpretatie 'zelfmoord' die de dood van Schallenberg kreeg van het ministerie van Justitie en de Haagse politie. Omdat niet werd ingegaan op kritische vragen, legden de media allerlei verbanden met bijvoorbeeld de Velser Affaire, het Englandspiel, de affaire rond Mr. Visser (de Haagse burgemeester) en later de zaak-Menten in 1977. Er bleken verschillende officiële versies te zijn over de plaats en tijdstip waarop het lijk is gevonden. Daarnaast was er onduidelijkheid over een portefeuille en een opschrijfboekje van Schallenberg die nooit gevonden zouden zijn.
Het lijk werd vrij snel voor de begrafenis afgegeven en de zaak was voor de politie afgedaan. De procureur-generaal van Den Haag, Mr. J. Versteeg, beval echter alsnog tot sectie op het lichaam. De Leidse patholoog-anatoom Van Hulst uit Leiden concludeerde dat er geen sporen van moord waren.
Er werd door Justitie nader onderzoek verricht, dat wederom erg bekritiseerd werd. Op 6 januari 1950 werd door Justitie de zelfmoord opnieuw bevestigd. Het zorgde ervoor dat de media zich nogmaals op de zaak stortten.

### Brief met beschuldiging
Op 15 oktober 1950 schreef het SOAN-lid Henricus van Nieuwenhoven een brief naar de politie, waarin hij de SOAN-leden Sweerts en Lambertus van den Heuvel aanwees als de twee daders van de moord op Schallenberg. Van den Heuvel was kort daarvoor in zee verdronken. De broer van de verdronkene was tijdens een Sicherheitsdienst-actie, waaraan Schallenberg deelnam, op het Oranjeplein doodgeschoten. De politie wilde Sweerts arresteren, maar hij was al naar Antwerpen gevlucht, gebruikmakend van een paspoort op naam van een vanwege NSB-lidmaatschap ontslagen politieman die lid was van SOAN. De politie verklaarde vervolgens Van Nieuwenhoven als psychisch gestoord te zien en beschouwde de brief als een afleidingsmanoeuvre om de schuld in de schoenen van een dode te schuiven.

### Anonieme verklaring
In 1981 werd anoniem een rapport bij de Haarlemse politie ingeleverd. Op basis van een tekstuele analyse concludeert Rudi Harthoorn in zijn boek dat de auteur Ton Wolf was. Waarschijnlijk ging het om het rapport dat Wolf in 1950 aan commissaris Hanken had toegezegd, maar nooit had ingeleverd. Overigens werd Wolf publiekelijk door de politie gewantrouwd, omdat hij het niet zo nauw met de waarheid nam. Wolf was werkzaam geweest voor de SOAN en vervolgens actief voor de concurrerende particuliere geheime dienst Witte Cel en bespioneerde nu de SOAN. Wolf had gezegd dat hij de daders van de moord kende en die werden in het rapport beschreven. Schallenberg zou ’s-nachts naar het café Le petit bodega aan de Hertoginnelaan bij de Banstraat zijn gegaan. Daar had hij leden van de SOAN ontmoet. Hij ging met hen mee naar hun pand iets verderop op nummer 26. ’s Morgens om vijf uur kwam Schallenberg in gezelschap van vier mannen naar buiten. Vervolgens zou er ruzie zijn ontstaan, waarna Pierre Sweerts hem bij de keel had gegrepen, waardoor Schallenberg in elkaar zakte. Vervolgens zouden Sweerts en de bekende voormalige voetballer Beb Bakhuijs hem in het water hebben gesleept. Sweerts was een uit België afkomstige SS'er, die in België wegens massamoord ter dood veroordeeld werd. Hij had als lid van een Skorzeny-commando een training voor silent killing gehad. Hij was in Nederland betrokken bij de Wehrwolf-organisatie en werkte rond 1950 voor de Binnenlandse Veiligheidsdienst. De aanwezigheid van Bakhuijs bij de SOAN kan alleen verklaard worden, omdat hij vanwege zijn voetbalcarrière goed Frans sprak en connecties in Frankrijk had. Hij woonde in het SOAN-pand. De SOAN onderhield een geweldige smokkeloperatie met onder andere Frankrijk en de Verenigde Staten.

### Redenen voor moord
Er zijn een hele reeks verklaringen voor de moord mogelijk. De belangrijkste daarvan zijn onenigheid over of verraad van de aandelentransactie, kennis over de Wehrwolf-organisatie, betrokkenheid bij het doodschieten van de broer van een SOAN-lid op het Oranjeplein en tegengaan van zijn getuigenis tegen Meems.

### Tegenstrijdige berichten
Schallenberg werd aan de ene kant afgeschilderd als iemand die onderduikers geholpen heeft, mensen heeft gewaarschuwd voor arrestaties en huiszoekingen, gevangenen heeft bevrijd enzovoorts. Ook waren er echter geruchten dat hij in de oorlog goederen te eigen bate in beslag zou hebben genomen. Er werd gespeculeerd dat Schallenberg is vermoord omdat hij in het zakboekje en de portefeuille gegevens bewaarde die schadelijk zouden kunnen zijn voor bepaalde personen. Dit zou betrekking kunnen hebben gehad op de herkomst van effecten (ter waarde van 2,5 miljoen gulden) en de personen die ze hadden gestolen. Dit ‘ondergronds vermogen’ zou van Fritz Arthur Mucke, die in 1944 uit Nederland is verdwenen, zijn geweest.